# ヘンリー・カウ (書籍)
『ヘンリー・カウ 世界とは問題である』（ヘンリー・カウ せかいとはもんだいである、英語: Henry Cow: The World Is a Problem）は、アメリカ合衆国の研究者であるベンジャミン・ピケット (Benjamin Piekut) が著した2019年の書籍。本書は、イングランドのエクスペリメンタル・ロックのグループであったヘンリー・カウの伝記と分析であり、1968年から1978年にかけての波乱に満ちた存在であった彼らを取り上げている。本書は、ピケットにとって2作目の単著であり、米国では2019年9月に、デューク大学出版局から、ハードカバーとソフトカバーの両方で出版された。
ピケットは、ヘンリー・カウの音楽、彼らの政治的スタンス、コレクティブとしての機能の仕方について分析している。彼が本書の典拠としたのは、バンドのメンバーたちへのインタビューや、彼らが残したノートや日記、雑誌や新聞の記事、学術誌の論文や書籍などである。本書は、書評家たちから概ね好評をもって迎えられたが、中には本書のいくつかの章について「難解 (heavy going)」とした評もあり、また、「なぜヘンリー・カウは、彼らの奇妙で、独特な手法の音楽が、聴衆に広く支持され得ると考えたのか (why Henry Cow thought their awkward and somewhat mannered music could ever be popular with audiences)」といった問題に取り組む章が書かれるべきだったとする評もあった。

## 背景
ピケットは、実験音楽の歴史を研究しており、ニューヨーク州イサカのコーネル大学で音楽担当の准教授を務めている。本書以前の単著として、2011年の『Experimentalism Otherwise: The New York Avant-Garde and Its Limits』があり、また編著に、2014年の『Tomorrow Is the Question: New Directions in Experimental Music Studies』、ジョージ・E・ルイスとの共編著に2016年の『Oxford Handbook of Critical Improvisation Studies』がある。ピケットはまた、2019年の「Music for Socialism, London 1977」や、2018年の「Another Version of Ourselves: The Enigmas of Improvised Subjectivity」など、ヘンリー・カウに関する数本の論文を発表している。
ピケットは、本書の内容の典拠を、公刊されたもの、未公刊のものを含む各種のインタビューや、ノートや日記類、雑誌や新聞の記事、学術誌の論文、書籍などに求めている。彼自身も2011年から2016年にかけて、存命中のヘンリー・カウの元メンバー全員や、その他の関係者にインタビューをおこない、フレッド・フリス、ティム・ホジキンソン、クリス・カトラー、リンゼイ・クーパー、ピーター・ブレグヴァドなど、一部のメンバーには個人的アーカイブの利用も認めてもらった。ピケットは本書の序言において、書き残された記録と、記憶とが食い違う場合には「数多くの材料を読み合わせ、ひとつひとつを対比させることを通してでしか、実際に何が起こっていたのかを正確に捉えることはできない (only by reading many of them together and against one another has it been possible to determine what actually happened with any accuracy)」と述べている。
原著初版の表紙を飾った靴下の絵は、芸術家のレイ・スミスによるもので、元々はヘンリー・カウの2枚目のアルバムとなった1974年の『不安 (Unrest)』のカバーを飾ったものである。ピケットは、本書の副題「世界は問題だ (The World Is a Problem)」を、ホジキンソン (Hodgkinson) がノートに綴っていた言葉で、パウロ・フレイレの『被抑圧者の教育学 (Pedagogy of the Oppressed)』をパラフレーズして、ヘンリー・カウが望むのは「世界の変革だ。この世界は問題であって、所与ではない (transform the world; the world is a problem, not a given)」と述べられていたことによるとしている。

## 内容
本書は、結成された1968年から解散する1978年までの期間について、ヘンリー・カウと、彼らの音楽と活動の探究の歴史を、編年体で記したものである。本書は、ヘンリー・カウが、現状に対して、音楽産業に対して、また世界全体に対して、どのように異議を唱えたかを説明する。彼らは、政治的立場を公言しており、マルクス主義や毛沢東主義を信奉していた。彼らは、安定に満足せず、新たなアイデアに継続的に取り組み続けた。1975年に短期間おこなわれたスラップ・ハッピーとの統合や、1977年のマイク・ウェストブルック・ブラスバンド (the Mike Westbrook Brass Band) やフォーク歌手フランキー・アームストロングと協同したジ・オーケストラの結成、また1978年の ロック・イン・オポジション運動の創始などは、彼らが主導した取り組みの例であった。
ヘンリー・カウの作曲へのアプローチについても、集合的作曲 (collective composition) も含めて、検討されている。彼らの主要作品の多くについて、音楽の構造や、（それが存在する場合の）歌詞をめぐって詳細な分析がなされ、フリスの「Ruins」やホジキンソンの「Living in the Heart of the Beast」などが取り上げられる。このバンドは、彼らの音楽の大部分を即興演奏でおこない、とりわけライブ演奏においてはそうであったが、この演奏形態には、自由な即興演奏 (free improvisation) や、テープ録音のためのスタジオでの演奏（例えば、1974年のアルバム『不安』）、開かれた即興演奏 (open improvisation) なども含まれる。
本書は、このバンドの本質と、彼らがどのように機能したのかを分析している。彼らは、各メンバーに全面的なコミットメントを求める、厳密な労働倫理 (work-ethic) をもったコレクティブであった。彼らは、定期的に会合を開き、グループのあらゆる側面を、音楽についても、活動についても、議論した。これは個人主義を抑圧する傾向をもち、個々のメンバーよりもバンドが重要とされていったため、グループ内の関係や、外部の協力者たちとの関係には緊張が生まれた。
ヘンリー・カウの内部における紛争を描く中で、ピケットは「コントラヴィヴィアリティ (contraviviality)」という言葉を造語し、これを「（このグループの）手口である音楽の形式と見合うような生活への即興的なスタンス (an improvisational stance of living that matched the musical form of [the group]'s modus operandi)」の結果として生じる「敵対的関係 (the adversarial relations)」と定義した。グループのメンバー間の相互作用は、機能的ではあったが、冷たく、非人格的なものであった。各人の個人的事情は話題とされず、グループは個人的な問題を提起する場ではなかった。会合においては、様々な不一致や、紛糾がしばしば表面化したが、それらはしばしば解決されないまま残された。不和が頂点に達したのは、1978年はじめにスイスでサンライズ録音セッション (the Sunrise recording sessions) がおこなわれた後のことで、その6か月後にバンドは解散に至った。。
著者であるピケットは、最後の方になってからグループに加わったひとりであったジョージー・ボーンが、ヘンリー・カウのコレクティブとしてのあり方を「一種の分配された自閉症であり...そこでは膨大な知的で人間的な個人の潜在力が...日常的な関係性の質に見合うものになっていなかった...グループとしての全体性に対して (a kind of distributed autism ... in which the enormous intellectual and human potential of the individuals ... were not matched by the quality of the encompassing everyday relationships across the ... totality of the group)」と述べたことを記している。ピケットは、ヘンリー・カウが「緊張感が続く状態で自分たちを団結させていた (held themselves together in an ongoing state of tension)」とし、彼らが「闘争、苦難、論争 (struggle, hardship, and contention)」が「美学的成功 (aesthetic success)」には不可欠であると信じていたと断じている。

## 評価
イギリスのプログレッシブ・ロック雑誌『Prog』で本書をレビューしたシド・スミス (Sid Smith) は、本書を「（ヘンリー・カウの）大勝利と同志的連帯を編年体で綴った、印象的なほど詳細な説明 (impressively detailed account [that] chronicle[s] [Henry Cow's] triumphs and camaraderie)」と述べた。スミスはまた、ヘンリー・カウが、「しばしば波乱に満ちた存在 (often-turbulent existence)」であったことは、バンドの闘争が「商業性やポピュラー文化の支配的潮流に対抗するものとなり...英雄的な性格を帯びたものとなった (against the prevailing tides of commerciality and popular culture ... has a heroic quality about it)」としている。スミスはまた、もし音楽関係の伝記の成功の度合いを測る指標が、そのグループのアルバムをもう一度聞いてみたいという欲求を起こさせることであるならば、この本は「桁外れに成功している (enormously successful)」と記している。スミスは、ピケットがヘンリー・カウの録音に対しておこなった「犯罪科学的検証 (forensic examination)」が、彼らの音楽に新たな次元を加えるものとなっていると述べている。結論としてスミスは、本書が「20世紀音楽の、重要ながら周縁化された運動の中における、ヘンリー・カウの重要性と伝統にふさわしい貢献だ (is a fitting tribute to Henry Cow's importance and legacy in a notable but marginalised movement of 20th-century music)」としている。
カンタベリーの音楽シーンについての雑誌『FaceLift』に寄稿したフィル・ハウィット (Phil Howitt) は、ヘンリー・カウはカンタベリー・シーンの一部とはいえないかもしれない、としながら、ピケットの本は「ほとんどカンタベリー・シーンについての言説と並行するもの (almost a parallel narrative to that of the Canterbury scene)」だと述べ、この「ジャンル (genre)」からバンドに加わって演奏したり、関わりをもったミュージシャンたちが多数にのぼることを指摘している。ハウィットは、本書を「決定版の伝記 (definitive biography)」とし、「細部にこだわりすぎるほどこだわって調査され (meticulously researched)」ており、手をつけられていない論点はほとんどないと述べている。彼は、ヘンリー・カウが「強烈に真剣なバンド (an intensely serious band)」であったとし、本書は「相当の集中と勤勉の力 (considerable powers of concentration and assiduousness)」が求められた「強烈に真剣な本 (intensely serious book)」だとしている。ハウィットは、様々な即興演奏の違いについてや、彼らの政治的傾向についての分析は「難解 (heavy going)」だとしている。また彼は、いくつかの作品についての、深い描写は、「いささか不必要 (somewhat unnecessary)」であり、ごく限られた読者にしか意味がないものだと感じられるとも述べている。また、ハウィットは、ヘンリー・カウの歴史をまとめた年表が本書には欠けているとも感じている。しかし、全般的にハウィットは、本書を「驚くべきプロジェクト (remarkable project)」だとし、「駆り立てるような、ユニークな (compelling [and] unique)」本だと評価している。
『The Free Jazz Collective』誌の書評で、フィル・ストリンガー (Phil Stringer) は、ピケットが、ヘンリー・カウと、彼らが自分たちの置かれた世界への反応として創作した「驚くべき音楽 (remarkable music)」について、「魅力的で非常に読みやすい説明 (fascinating and immensely readable account)」を綴ったと述べた。ストリンガーは、理想の追求と日常生活の実際とのバランスを取ろうとするコレクティブな取り組みから生じる矛盾に、ピケットが光を当てる様子に注目している。ストリンガーが、年表やディスコグラフィがあったらなお良かったと感じるとしながら、このバンドの音楽を顧みることは、有益であり、彼らの音楽は「1970年代においてそうであったように（今日も）意義深いものであり続けている (remains as relevant [today] as it did in the 1970s)」としている。ストリンガーは、ピケットによる本書が、ニーチェの『ツァラトゥストラはこう語った』の一節である「踊る星を生むために、人は自身のうちに混沌をもたなければならない (One must still have chaos in oneself to give birth to a dancing star)」を想起させたとして、ヘンリー・カウの集団音楽の実験が「数多くの踊る星々を生んだ (gave birth to many dancing stars)」と述べた。
一方、ルパート・ロイデル (Rupert Loydell) は、本書に対して少々批判的である。『Punk & Post-Punk』誌のレビューにおいて、ピケットについて「興味深い批評家 (an interesting critic)」とした上で、「情報を整理して、再提示する以上のことをほとんどしない...きわめて読みやすいやり方でだが (who "doesn’t do much more than arrange and re-present information ... in a highly readable manner)」と述べている。ロイデルは、本書が「この20世紀後半において最も奇妙で型破りなバンドのひとつについての、筋の通った魅力的な歴史 (a coherent and engaging history of one of the strangest and off-the-wall bands of the late twentieth century)」だとした上で、本書が「このバンドに良い光を...当てていない (doesn't ... show the band in a good light)」としている。本書は、ヘンリー・カウが「自分たちのことを...あまりにも真剣に考え過ぎる (take themselves ... way-to-seriously)」傾向があり、また、「互いを尊重し (empathize with each other)」たり「対立する見解を理解する (understand opposing points-of-view)」ことができかったことを明らかにした。個人的問題は、彼らにとって「アナテマ (anathema)」でしかなく、彼らは「共同の善のために (for the communal good)」個人を犠牲にすることに何らの良心の呵責も感じなかった。ロイデルは、ヘンリー・カウが「極端に政治的であった (were political in the extreme)」とし、それが彼らの音楽にも、また彼らの振る舞いにも浸透したが、「結局のところ、彼らは、個人としての社会的な力量不足だけでなく、自分たちの政治的野心や言説によって、内向きに破裂されていた ([i]n the end they would pretty much implode from their political ambition and discourse, along with their personal social ineptitudes)」と感じると述べている。加えてロイデスは、本書の後書きについて、「脇を向くような感じ (feels like an aside)」だとし、「なぜヘンリー・カウは、彼らの奇妙で、独特な手法の音楽が、聴衆に広く支持され得ると考えたのか (why Henry Cow thought their awkward and somewhat mannered music could ever be popular with audiences)」といった問題に取り組んでいない、と指摘している。
『Jazz Journal』誌で本書をレビューしたニック・ジョーンズ (Nic Jones) は、ピケットによるヘンリー・カウの分析を、「境界線上の犯罪科学的な (borderline forensic)」もので、彼の「細部への注目は...模範的 (attention to detail ... exemplary)」だとしながら、著者があまりにも彼らの音楽と、「その道程の耐え難い苦難 (rigours of the road)」に焦点を当てるあまり、バンドの「人間的な (human)」側面、例えば、継続のための彼らの「揺るぎない決意 (dogged determination)」が無視されている、としている。ジョーンズは、ヘンリー・カウの音楽は、常にカテゴリー分けが困難なものだと述べている。彼らは、「受け入れられた超絶技巧 (received virtuosity)」に依存し、それを資本とした、当時の数多くのプログレッシブ・ロックのバンドの域を超えて、「ロックの形式を引き伸ばした。ジョーンズは結論として、本書の「永続的な印象 (lasting impression[s])」のひとつは、ヘンリー・カウの「存在自体が、強固で、深い拍車であり (very existence was a strong and deep-running spur)」、また、個々のメンバーが引き続き受けた「カルト的な支持 (cult followings)」は、「＜難しい＞音楽は、カルト的な諸々を有してきたし、これからもそうであろう ('difficult' music has and probably always will be the stuff of cults)」ことを示している、と述べている。